# Nowopawliwka (rejon berysławski)
Nowopawliwka (ukr. Новопавлівка) – wieś na Ukrainie, w obwodzie chersońskim, w rejonie berysławskim. W 2001 liczyła 773 mieszkańców.